# Alexandre Pitchouchkine
 (janvier 2018).
 (juin 2011).
Si vous disposez d'ouvrages ou d'articles de référence ou si vous connaissez des sites web de qualité traitant du thème abordé ici, merci de compléter l'article en donnant les références utiles à sa vérifiabilité et en les liant à la section « Notes et références ».
Alexandre Iourievitch Pitchouchkine (en russe : Александр Юрьевич Пичушкин) est un tueur en série russe, né le 9 avril 1974 à Mytichtchi, ayant agressé 63 personnes et tué 60 d'entre elles. Il est condamné pour le meurtre de 48 personnes et pour trois tentatives d'assassinat.
Pitchouchkine tue la première fois le 27 juillet 1992, à l'âge de 18 ans. Il commet son dernier meurtre le 14 juin 2006, et est arrêté deux jours plus tard. Il a alors 32 ans.
Il est appelé « le Tueur à l'Échiquier » ou encore « le Maniaque de Bitsevski ». La plupart de ses assassinats, meurtres et tentatives d'assassinats ont pour cadre le parc de la Bitsa, à Moscou.
Il est condamné le 29 octobre 2007 à la réclusion criminelle à perpétuité et ne peut bénéficier d'une libération conditionnelle qu'après 25 années de détention.
Il déclare : « Je ne me serais jamais arrêté, la police a sauvé beaucoup de vies en me capturant ».

## Biographie

### Enfance et adolescence (1974-1992)
Alexandre Pitchouchkine naît le 9 avril 1974 à Mytichtchi.
Son père, Iouri, quitte le domicile conjugal en janvier 1975, alors que l'enfant n'a que neuf mois. Dès lors, il est élevé par sa mère seule, Natalia Eldarouvna, qui déménage de Mytichtchi à Moscou en 1976 (plus précisément dans le district de Ziouzino, au sud de l'agglomération moscovite) alors qu'Alexandre a deux ans.
En 1978, à l'âge de quatre ans, Pitchouchkine — selon les déclarations de sa mère au procès — subit un traumatisme en tombant de sa balançoire, et passe un temps dans un institut pour enfants handicapés. Il est timide et solitaire, mais il a une passion pour les échecs. Il confond le son « ch » et le son « s », et sa mère l'inscrit dans un internat avec rééducation par des orthophonistes.
En 1982, lorsqu’il a huit ans, la mère de Pitchouchkine met au monde une fille. À la naissance de sa demi-sœur, Pitchouchkine part vivre chez son grand-père, qui participe à son éducation et lui fait découvrir le jeu d'échecs. Pitchouchkine prend part à des tournois publics au parc de la Bitsa, près de chez lui. Après l'internat, Pitchouchkine entre dans une école professionnelle technique et se spécialise en menuiserie.
Quelques années plus tard, le grand-père de Pitchouchkine meurt et il est contraint de retourner vivre chez sa mère. Pitchouchkine emporte son échiquier et joue régulièrement avec des personnes âgées du parc de Bitsa.
En 1990, à l'âge de 16 ans, Pitchouchkine refuse de s'engager au combat, alors que la guerre froide entre l'Union Soviétique et les États-Unis a encore cours. Refusant de combattre pour l'URSS, Pitchouchkine est interné en hôpital psychiatrique, et y séjourne brièvement. Après sa sortie, Pitchouchkine garde des séquelles de son internement.
En juin et juillet 1992, Pitchouchkine est âgé de 18 ans lorsqu’en Russie est mentionné le nom d'Andreï Tchikatilo, dit le « le Monstre de Rostov », décrit comme étant le tueur en série le plus sanguinaire qu'ait connu le pays dans la période moderne, et poursuivi pour 52 assassinats.
Pitchouchkine est fasciné par les crimes de Tchikatilo et commence à faire de la musculation. C'est par le jeu d'échecs qu'il ressent une jouissance : il a l'idée de tuer autant de personnes qu'il y a de cases dans un échiquier, dans le but de tuer plus de victimes que Tchikatilo.

### Engrenage meurtrier (juillet 1992-mai 2001)

#### Les premiers meurtres
Alexandre Pitchouchkine commet son premier meurtre le 27 juillet 1992, à 18 ans. Le pays est en crise à la suite de l'effondrement de l'URSS.
Pitchouchkine donne rendez-vous à son camarade de classe Mikhaïl Odïtchouk dans la Forêt de Bitsevski afin d'élaborer avec lui un plan pour tuer 64 personnes : le nombre de cases que comporte un échiquier. Mais, arrivé sur les lieux des crimes prévus, Odïtchouk se rétracte et déclare ne plus vouloir passer à l'acte. Se sentant trahi par son meilleur ami, Pitchouchkine frappe Odïtchouk d'une vingtaine coups de marteau à la tête, lequel décède de ses blessures. Pitchouchkine dépose son corps près des égouts du Parc de Bitsa, puis regagne l'appartement de sa mère, situé à Moscou, à environ cinq minutes du parc de Bitsa.
Le 28 juillet 1992, le corps d'Odïtchouk est découvert  — à l'endroit où Pitchouchkine l'a déposé la veille. Une enquête ouverte pour assassinat permet d'identifier le corps de Mikhaïl Odïtchouk, 18 ans, domicilié à Moscou. La première piste de la police se tourne vers les heures précédant la mort d'Odïtchouk. Plusieurs témoignages enregistrés déclarent qu'Odïtchouk a été vu pour la dernière fois avec Alexandre Pitchouchkine, marchant en direction du Parc de Bitsa.
Pitchouchkine est interpellé le 30 juillet 1992, et amené au commissariat de Moscou. L'adolescent est questionné sur son emploi du temps, lors de l'assassinat d'Odïtchouk, et confirme avoir été avec lui trois jours plus tôt. Pitchouchkine insiste toutefois sur le fait d'avoir quitté Odïtchouk au sein du parc afin de rejoindre sa mère et sa sœur. Après quelques heures d'interrogatoire, la police russe ne dispose d'aucun élément pouvant relier Pitchouchkine à l'assassinat d'Oditchouck. Aucune charge n'étant retenue contre lui, Pitchouchkine repart libre et regagne le domicile de sa mère,[réf. nécessaire].
Dans les semaines qui suivent le meurtre, Pitchouchkine envisage de faire sa vie avec une fille. Pitchouchkine est éperdument amoureux d'Olga A., une voisine de 18 ans, qu'il voit régulièrement passer et qu'il côtoie de manière récurrente. C'est dans ce contexte que Pitchouchkine fait des avances à Olga, qui se refuse à lui, ayant déjà une relation avec Sergei B., l'un des amis de Pitchouchkine.
En septembre 1992, Pitchouchkine commet un autre meurtre — pour lequel il ne sera jamais condamné. Furieux qu'Olga se refuse à lui, il se rend chez Sergei B. afin de se débarrasser de son rival. Pitchouchkine tue Sergei en le jetant par la fenêtre, puis quitte l'appartement de ce dernier. Le corps sans vie de Sergei est rapidement découvert. Une enquête est ouverte mais la mort de Sergei B. est classée comme étant un suicide par défenestration[réf. nécessaire].

#### La période sans meurtre
Pitchouchkine cesse toute activité meurtrière en octobre 1992, lorsque le procès d'Andreï Tchikatilo s'achève, et que ce dernier est condamné à la peine de mort. Effrayé par la condamnation à mort de Tchikatilo, il abandonne tout projet de meurtres et d'assassinats, afin de ne pas être confronté à une éventuelle exécution par fusillade.
Lorsque Tchikatilo est exécuté par balles, le 14 février 1994, Pitchouchkine réalise qu'il a encore des pulsions meurtrières. Il garde pour objectif de tuer 64 personnes dans le but de compléter les 62 cases restantes de son échiquier — il a déjà complété les deux premières cases, seulement. Mais, là encore, Pitchouchkine renonce à ses projets de meurtres et d'assassinats, parce que la peine de mort est encore appliquée en Russie[réf. nécessaire].
À partir de 1996, la peine de mort n'est plus appliquée en Russie : Pitchouchkine se  persuade d’accomplir en tout les 64 meurtres qu'il avait envisagés par le passé. Il se remet à la musculation pour commettre d'autres assassinats. Son objectif reste de remplir la totalité des cases de son échiquier et de dépasser le record du tueur en série le plus prolifique de Russie. Il repasse à l'acte en 2001.

### Séries de crimes dans les puits de Bitsevsky (mai 2001-septembre 2005)

#### Première série
Alexandre Pitchouchkine est âgé de 27 ans lorsqu'il recommence à tuer, en mai 2001, après neuf années de pause. Il approche ses victimes dans le parc — en grande majorité des SDF âgés — en leur offrant de la vodka qu'il boit avec eux, puis les tue à coups de marteau, ou bien en se servant de la bouteille, derrière le crâne. Dans sa perversité, Pitchouchkine signe son crime en mettant une bouteille vide dans le crâne de la victime ou un bâton. Lors de ses meurtres, Pitchouchkine est manutentionnaire dans un supermarché près de sa résidence à Moscou, chez sa mère et non loin du parc.
Le 17 mai 2001, il se trouve au Parc de Bitsa et joue aux échecs avec un homme de 52 ans nommé Yevgeny Pronin. À la fin de la partie, Pitchouchkine invite Pronin à se promener avec lui. Pitchouchkine, qui possédait un chien, lui affirme que c'est l'anniversaire de la mort de son animal de compagnie bien-aimé et qu'il aimerait visiter sa tombe située au parc de Bitsa. Ému par ses déclarations, Pronin l'accompagne. Ils atteignent un endroit isolé, quand Pitchouchkine sort une bouteille de vodka et offre un verre. Ils portent un toast au chien, avant que Pitchouchkine ne frappe Pronin à la tête à l'aide de la bouteille de vodka. Pitchouchkine jette son corps dans un puits voisin et s'en va[réf. nécessaire].
Six jours plus tard, le 23 mai 2001, Pitchouchkine joue aux échecs dans le parc avec Vyacheslav Klimov, un homme de 64 ans. À la fin de la partie, Pitchouchkine propose d'aller se recueillir sur la tombe de son chien. Klimov est assassiné[réf. nécessaire].
Le 22 juin 2001, Pitchouchkine aborde Iouri A., après avoir disputé une partie d'échecs. Pitchouchkine entraîne Yuri dans un coin isolé du parc puis lui porte plusieurs coups de bouteille à la tête : son corps est jeté dans un puits[réf. nécessaire].
Quatre jours plus tard, le 26 juin 2001, Pitchouchkine dispute une partie d'échecs avec Nikolai Tikhomirov, un homme âgé, avec qui il propose également de se recueillir sur la tombe de son chien. La rencontre trouve la même issue[réf. nécessaire].
Pitchouchkine aborde, le 29 juin 2001, Nikolai Filippov, un vieil homme de 72 ans. Après avoir disputé une partie d'échecs au sein du parc de Bitsa, Nikolai Filippov subit un sort identique[réf. nécessaire].
Le 2 juillet 2001, Pitchouchkine se rend chez Oleg Lvov, un homme de 49 ans, dans son appartement. Pitchouchkine et Lvov discutent devant le balcon de la résidence, mais Pitchouchkine prend Lvov, le bascule, et jette Lvov depuis le balcon. Il quitte l'appartement de Lvov, en éprouvant pour la première fois des regrets. Le corps de Lvov est retrouvé l'après-midi même, mais l'enquête sur la mort d'Oleg Lvov conclut à un suicide par défenestration — comme l'avait été celui de Sergei B. neuf ans plus tôt[réf. nécessaire].
Onze jours plus tard, le 13 juillet 2001, Pitchouchkine aborde Gennady Safonov, 61 ans, à la suite d'une partie d'échecs. Même modus operandi, mêmes conséquences : le puits[réf. nécessaire].
Pitchouchkine tue de nouveau le 14 juillet 2001, au lendemain du meurtre de Gennady Safonov. À la suite d'une partie d'échecs, Sergei Pavlov, un homme 44 ans, termine sa vie sous les coups et sa dépouille est jetée au fond d’un puits[réf. nécessaire].
Le 20 juillet 2001, Pitchouchkine aborde Viktor Elistratov, un homme de 45 ans, qui finira — mort— au fond du puits, à la suite d'une partie d'échecs disputée au sein du parc de Bitsa[réf. nécessaire].
Dès le lendemain du meurtre de Viktor Elistratov, Pitchouchkine aborde, le 21 juillet 2001, Viktor Volkov, un homme de 54 ans, qui rencontre un destin similaire[réf. nécessaire].
Le 26 juillet 2001, Pitchouchkine aborde Andrei Konovaltsev, un jeune homme de 22 ans atteint d'alcoolisme: il sera éliminé comme ses prédécesseurs[réf. nécessaire].
À la suite des onze meurtres, commis en l'espace de quelques semaines, Pitchouchkine fait une pause dans ses crimes. Six mois passent.

#### Deuxième série
Alexandre Pitchouchkine élabore par la suite une nouvelle manière de commettre d'autres assassinats, en jetant ses victimes vivantes dans les égouts. Lors de ses nouveaux crimes, Pitchouchkine s'attaque également à des personnes qu'il connaît. Il déclare : « finalement tuer quelqu'un que l'on connaît, c'est agréable ».
Le 29 janvier 2002, Pitchouchkine aborde Andrei Veselovsky, 42 ans, à la suite d'une nouvelle partie d'échecs. Pitchouchkine l'entraîne dans un endroit isolé du parc de Bitsa puis jette Veselovsky vivant dans un puits voisin, lequel meurt noyé et emporté par le courant. À la suite de ce nouvel assassinat, Pitchouchkine vérifie que Veselovsky soit décédé puis quitte les lieux[réf. nécessaire].
Quinze jours plus tard, le 13 février 2002, Pitchouchkine aborde Yuri Chumakov, 48 ans. Il l'entraîne dans un coin isolé du parc de Bitsa puis l'assassine à son tour en le jetant également dans un puits vivant. Avec son nouveau mode opératoire, Pitchouchkine tue dans un intervalle de temps soutenu[réf. nécessaire].
Le 23 février 2002, Pitchouchkine attire Maria Viricheva, une vendeuse enceinte âgée de 19 ans, dans Bitsa Park. Il la pousse dans le même puits où la plupart de ses victimes ont déjà été éliminées. Lorsqu'elle s'accroche aux parois, Pitchouchkine la tient par les cheveux et lui fracasse la tête à plusieurs reprises contre les murs de béton avant qu'elle ne tombe. Croyant sa victime morte, Pitchouchkine s'en va. Ce n'est que le lendemain matin, après avoir passé vingt heures dans les égouts, que Maria Viricheva parvient à sortir du puits à l'aide d'un passant qui arpente les vastes forêts de Bitsa. Maria Viricheva sort finalement indemne, et ce, sans faire de fausse couche. Viricheva porte plainte à la police, mais étant une immigrante illégale, elle est contrainte d'abandonner son affirmation selon laquelle Pitchouchkine avait tenté de la tuer. Maria Viricheva est l'une des rares à survivre à son agression[réf. nécessaire].
Quatre jours plus tard, le 27 février 2002, Pitchouchkine frappe à nouveau dans le parc de Bitsa, et tue Vera Zakharova, 48 ans, puis jette son corps sans vie dans les égouts, avant de s'en aller[réf. nécessaire].
Le 7 mars 2002, Pitchouchkine aborde Boris Nesterov, un homme de 46 ans, à la suite d'une nouvelle partie d'échecs et l'entraîne dans un coin isolé du parc de Bitsa, en lui proposant de se rendre sur la tombe de son chien. Pitchouchkine tue Boris Nesterov en le jetant vivant dans un puits du parc menant dans les égouts[réf. nécessaire].
Le 8 mars 2002, Alexey Fedorov, 41 ans, est abordé dans un coin isolé du parc de Bitsa. Pitchouchkine le tue en le jetant vivant dans un puits du parc[réf. nécessaire].
Le 10 mars 2002, Pitchouchkine rencontre Mikhail Lobov, un skateborder et toxicomane de 14 ans, et le conduit dans le parc de Bitsa avec la promesse de lui offrir des cigarettes et de la vodka. Pitchouchkine le met à l'écart et le frappe à la tête puis le pousse dans le puits. Croyant le garçon mort, Pitchouchkine quitte les lieux. Mais, la veste de Lobov s'étant coincée dans un morceau de métal à l'intérieur du puits, le jeune garçon parvient à regagner la terre ferme sans couler dans les eaux glacées. Ayant survécu, Mikhaïl Lobov déclare que Pitchouchkine a tenté de le tuer, mais Lobov est pris pour un affabulateur, du fait qu'il soit dépendant à la cocaïne. 
Pitchouchkine est alors relaxé [réf. nécessaire] et lavé de tout soupçon.

#### Troisième série
Alexandre Pitchouchkine décide de faire une nouvelle pause de plusieurs mois. La raison de cette pause est probablement liée au fait que deux de ses victimes s'en soient sorties à quelques jours d'intervalle.
Le 24 août 2002, Pitchouchkine repasse à l'acte en tuant German Chervyakov, un homme de 43 ans, dans un recoin du parc de Bitsa. Pitchouchkine jette Chervyakov vivant dans les égouts et s'en va. German Chervyakov décède sur le coup, emporté par le courant des égouts[réf. nécessaire].
Pitchouchkine aborde, le 13 septembre 2002, dans le parc de Bitsa, Nikolai Ilyinsky, 40 ans, puis l'entraîne comme à ses habitudes dans un endroit isolé du parc. Nikolai Ilyinsky disparaît, emporté par l’eau glacée. Pitchouchkine quitte les lieux[réf. nécessaire].
Le 25 septembre 2002, Pitchouchkine aborde Vyacheslav Minayev à la suite d'une partie d'échecs disputée au sein du parc de Bitsa. Pitchouchkine entraîne Vyacheslav Minayev vers la mort[réf. nécessaire].
Cinq jours plus tard, le 30 septembre 2002, Pitchouchkine aborde un homme de 42 ans, Sergei Fedorov, puis le jette vivant dans un puits voisin[réf. nécessaire].
Le 2 novembre 2002, Pitchouchkine assassine Alexey Pushkov, un homme 46 ans, en le jetant également vivant dans un puits du parc de Bitsa. Il s'en va sans laisser de traces[réf. nécessaire].
Dix jours plus tard, le 12 novembre 2002, Pitchouchkine assassine Valery Dolmatov, en jetant encore sa victime vivante dans les égouts du parc de Bitsa.
Il s'agit de la dernière victime connue de l'année 2002.
On lui compte, cette année-là, treize victimes[réf. nécessaire] dont deux ayant survécu au cours de ses deux séries de victimes.

#### Quatrième série
Alexandre Pitchouchkine aborde Alexey Fatkullin le 13 mars 2003, au sein du parc de Bitsa. Fatkullin est âgé de 72 ans. Jeté vivant dans les égouts, Alexey Fatkullin meurt noyé, emporté par le courant[réf. nécessaire].
Deux semaines plus tard, le 27 mars 2003, Pitchouchkine aborde Viktor Ilyin au sein du parc de Bitsa. Même cause, mêmes effets[réf. nécessaire].
Le 4 avril 2003, Pitchouchkine aborde Igor Kashtanov, un homme de 62 ans, qui finit lui aussi dans le courant glacé des égouts[réf. nécessaire].
Deux jours plus tard, le 6 avril 2003, Pitchouchkine aborde Oleg Boyarov : il décède noyé[réf. nécessaire].
Le 10 mai 2003, Pitchouchkine aborde Vasily Stanovoy, un homme de 40 ans : lui aussi est précipité dans un puits[réf. nécessaire].
Sergei Chudin connaît le même sort le 12 mai 2003, lorsque Pitchouchkine l'aborde et l’entraîne dans un endroit isolé du parc de Bitsa. Pitchouchkine jette Chudin vivant dans un puits à proximité et déguerpit, tandis que Sergei Chudin décède noyé, emporté par le courant des égouts[réf. nécessaire].
À la suite de cette autre série d'assassinats, Pitchouchkine décide de se munir d’armes dans le but de matraquer ses futures victimes, en les jetant mortes dans les puits du parc de Bitsa …

#### Cinquième série
Alexandre Pitchouchkine aborde Egor Kudryavtsev le 30 août 2003, en vue d'une partie d'échecs. Pitchouchkine entraîne Kudryavtsev dans un coin isolé du parc de Bitsa. Pitchouchkine sort un bâton de son sac puis frappe Kudryavtsev de plusieurs coups en pleine tête, lequel décède de ses blessures. Pitchouchkine jette son corps dans un puits voisin du parc, puis quitte les lieux de l'assassinat[réf. nécessaire].
Le 14 octobre 2003, Pitchouchkine aborde Vladimir Formin, un homme de 31 ans, et le conduit dans le parc de Bitsa. Une fois mis à l'écart, Pitchouchkine le frappe à la tête puis jette son corps dans le puits. Emporté par le courant, Vladimir Formin ne sera jamais retrouvé. Le père de la victime signale sa disparition mais, le disparu étant âgé de 31 ans (et donc majeur), aucune enquête n'est ouverte.
Pitchouchkine tue à nouveau le 14 novembre 2003 : un homme de 44 ans nommé Vladimir Fedosov. Il l'assassine en le matraquant, et jette son corps sans vie dans un puits du parc de Bitsa[réf. nécessaire].
Le lendemain, 15 novembre 2003, Konstantin Polikarpov est invité par Pitchouchkine à prendre un verre au parc Bitsa. Pitchouchkine le frappe trois fois à coups de marteau avant de le jeter dans le puits. Pitchouchkine s'en va en supposant que sa victime est décédée. Konstantin Polikarpov s'en sort, malgré un traumatisme crânien qui lui fait perdre tout souvenir de l'attaque. Il s'agit de la troisième victime ayant réchappé à une attaque de Pitchouchkine — Pitchouchkine sera convaincu d'avoir tué sa victime[réf. nécessaire].
Nouveau temps mort. Quinze mois passent sans que Pitchouchkine ne recommence à tuer …

#### Sixième série
Le 22 février 2005, Pitchouchine aborde Peter Dudukin, un homme de 57 ans, dans le parc de Bitsa. Pitchouchkine lui propose de se rendre sur la tombe de son chien afin de s'y recueillir. Dudukin accepte. Tous deux se rendent dans un coin isolé du parc. Pitchouchkine sort un bâton de son sac et frappe Dudukin à plusieurs reprises. Peter Dudukin décède des multiples coups portés à la tête. À la suite de son crime, Pitchouchkine jette le cadavre de Dudukin dans un puits voisin puis quitte les lieux[réf. nécessaire].
Le 8 juin 2005, Pitchouchkine aborde Andrei Maslov, 40 ans, au sein du parc de Bitsa puis l'entraîne dans un recoin à l'abri de tout regard indiscret. Pitchouchkine sort de son sac une bouteille de Vodka, puis assène plusieurs coups à Andrei Maslov, lequel décède de ses blessures. Après avoir assassiné Maslov, Pitchouchkine jette la dépouille dans les égouts. Sa motivation à cacher les corps commence toutefois à s’émousser. Lorsqu'il quitte les lieux du crime, Pitchouchkine y réfléchit longuement[réf. nécessaire].
Le 28 septembre 2005, Pitchkouchkine aborde Yuri Kuznetsov, 46 ans, et l'entraîne dans un coin isolé du parc de Bitsa. Pitchouchkine sort une bouteille de Vodka et frappe Kuznetsov à plusieurs reprises, Yuri Kuznetsov succombe à ses blessures.
Pour la dernière fois depuis treize ans, Pitchouchkine quitte les lieux en précipitant le corps d’une victime dans les égouts du parc de Bitsa.
Il prend dès lors la décision de ne plus cacher les corps de ses victimes, mais de les abandonner à découvert. Le choix de laisser les corps en plein air est probablement liée au fait qu'aucun meurtre ne paraisse dans le journal (puisque le disparu est une personne isolée dans chaque cas) ; situation dont Pitchouchkine se lasse après 13 ans d'assassinats[réf. nécessaire]…

### Découverte des corps (octobre 2005-juin 2006)
Alexandre Pitchouchkine aborde, le 15 octobre 2005, Nikolai Vorobyov, 31 ans, dans le parc de Bitsa. À la demande de Pitchouchkine, tous deux se rendent dans un coin isolé du parc. Pitchouckine sort une bouteille de Vodka et frappe Nikolai Vorobyov à plusieurs reprises, lequel décède des multiples coups assénés à la tête. Contrairement à ses habitudes, Pitchouchkine ne cache pas le corps mais décide de le laisser à l'air libre. Pitchouchkine s'en va, tout en prenant soin de ne laisser aucune indice derrière lui. Le corps de Nikolai Vorobyov est retrouvé par des promeneurs, le crâne défoncé (par un objet contondant selon le médecin légiste)[réf. nécessaire],.
Le 16 novembre 2005, Pitchouchkine aborde Nikolai Zakharchenko, 63 ans, dans le parc de Bitsa. Arrivé dans un endroit isolé du parc, Pitchouchkine frappe à plusieurs reprises Zakharchenko à coups de marteau, entraînant l’issue fatale. Laissé à l'air libre, le corps fracassé de Nikolai est découvert le jour-même par des passants[réf. nécessaire].
Cinq jours plus tard, le 21 novembre 2005, Pitchouchkine aborde Oleg Lavrienko, 36 ans, et l'entraîne dans un endroit solitaire du parc de Bitsa. Pitchouchkine le matraque en lui enfonçant un tesson de bouteille dans le crâne : Oleg meurt sur le coup. À la suite de son crime, Pitchouchkine s'éloigne, abandonnant le corps sans vie de sa victime à l’air libre. Le corps de Oleg Lavrienko est découvert par des passants, le crâne fracassé[réf. nécessaire].
Le 28 novembre 2005, Pitchouchkine aborde Vladimir Dudukin, 73 ans, et l'entraîne dans un coin isolé du parc de Bitsa. Mis à l'écart de tout passant, Pitchouchkine frappe sa victime à coups de bouteille, laquelle décède de ses blessures. Le cadavre de Vladimir Dudukin est découvert par des promeneurs, le crâne fracassé. Après ce quatrième corps massacré, la police commence à être alertée. Aucune piste ni aucun ADN ne sont cependant trouvés ni exploitable[réf. nécessaire],.
Huit jours plus tard, le 6 décembre 2005, Pitchouchkine aborde Nikolai Koryagin, 72 ans, dans le parc de Bitsa. Il l'entraîne loin des sentiers battus. Pitchouchkine sort un tesson de bouteille et défonce sa victime de plusieurs coups. Nikolai Koryagin succombe à ses blessures. Pitchouchkine décampe en abandonnant le corps en plein air. Le cadavre de cette nouvelle victime est retrouvé par des passants, le crâne fracassé.
Le 16 décembre 2005, Pitchouchkine aborde Viktor Soloviev, 49 ans, dans le parc de Bitsa. Pitchouchkine l'entraîne dans un endroit isolé du parc et lui assène plusieurs coups de marteau. Viktor Soloviev meurt de ses blessures. À la suite de ce nouveau crime, Pitchouchkine s'esquive en délaissant le corps de sa victime à l'air libre. Le cadavre de Viktor Soloviev est également découvert dans un terrible état par des promeneurs.
Trois jours plus tard, 19 décembre 2005, Pitchouchkine aborde Boris Grishin, 64 ans, dans le parc de Bitsa et l'entraîne à son tour dans un coin peu fréquenté du parc. Pitchouckine le massacre également au moyen d'un tesson de bouteille. Boris Grishin est tué sur le coup. Pitchouchkine s'en va en laissant le corps sans vie de sa victime. La dépouille de Boris Grishin est également retrouvé, crâne fracassé. Il s'agit du septième corps découvert dans le parc de Bitsa[réf. nécessaire],.
Pitchouchine tue de nouveau le 26 décembre 2005, dans un coin isolé du parc de Bitsa. Il aborde Alexander Lyovochkin, 51 ans, puis l'emmène à l'écart et lui assène plusieurs coups de marteau mortels. Là encore, Pitchouchkine s'éloigne en laissant sa victime à découvert. Le corps est signalé dans la journée, le crâne défoncé[réf. nécessaire],. La police russe, qui enquête sur cette série de meurtres, ne fait aucun rapprochement entre les huit corps découverts pour l'instant, car l'arme du crime utilisée n'est pas la même dans chaque cas.
Le 27 février 2006, Pitchouchkine aborde Yuri Romashkin, 55 ans, dans le parc de Bitsa et l'entraîne à son tour dans une zone isolée du parc. Une fois mis à l'écart, Pitchouchkine sort un tesson de bouteille et l'enfonce dans le crâne de sa victime, laquelle décède sur le coup. Pitchouchkine s'éloigne en laissant le corps derrière lui. Des passants le trouvent, le crâne fracassé. Après ce neuvième corps découvert  dans le parc de Bitsa, la police russe, qui ne parvient toujours pas à élucider cette série de meurtres établit un rapprochement entre les neuf corps retrouvés.
C'est la première fois que la police russe mentionne l'existence d'un tueur en série, et le surnomme dès lors « Le Maniaque de Bitsevski » ou « Le Démon de Bitsa », par le fait que le tueur ne laisse aucune trace ADN derrière lui et que ses meurtres comportent des actes de torture et de barbarie,.
Quelques jours plus tard, le 4 mars 2006, Pitchouchkine aborde Stepan Vasilenko, 68 ans, dans le parc de Bitsa suivant le processus habituel. Il le tue et abandonne le corps de sa victime en plein air. Le corps sans vie de Stepan Vasilenko est retrouvé par des passants.
C'est à la suite de ce dixième corps retrouvé qu'un travesti rôdant dans le parc de Bitsa est arrêté, marteau en main. L'homme est placé en garde à vue mais sera relâché, du fait de ses alibis pour la majorité des assassinats.
Le 24 mars 2006, Makhmud Joldoshev, 24 ans, succombe aux coups de marteau assénés par Pitchouchkine. Celui-ci déguerpit, laissant là le corps de sa victime. Makhmud Joldashev est découvert mort par plusieurs promeneurs, le crâne fracassé.
Une semaine plus tard, le 31 mars 2006, la série de meurtres reprend lorsque Pitchouchkine aborde Makhmud Z., 25 ans, dans le parc de Bitsa et le massacre à coups de tessons de bouteille. Le corps sans vie de Makhmud Z. est découvert à son tour, le crâne fracassé. Il s'agit du douzième corps retrouvé au sein du parc de Bitsa.
Le 12 avril 2006, Pitchouchkine aborde Larissa Kulygina, 48 ans. La routine s’accomplit : des promeneurs découvrent son corps mort, le crâne fracassé. Il s'agit du treizième corps découvert dans le parc de Bitsa mais, pour la première fois dans l'enquête, c'est le corps d'une femme qui est découvert.
Le 14 juin 2006, Pitchouchkine donne rendez-vous à Marina Moskaliova, 36 ans, lui proposant de déjeuner avec elle dans le parc de Bitsa, ce qu’elle accepte. Tous deux se rendent dans un lieu isolé du parc. Pitchouchkine frappe Marina à coups de marteau. Elle succombe à ses blessures. Pitchouchkine s'en va, laissant là le corps de sa victime. Marina Moskaliova est retrouvé l'après-midi-même, lorsque son fils, Serguei, s'inquiète de ne pas voir sa mère rentrer. Il s'agit alors du quatorzième corps découvert au parc de Bitsa.
Lorsque son corps est retrouvé l'après-midi-même, portant les traces habituelles des crimes de Pitchouchkine, la police découvre sur elle un ticket de métro : l'heure et la localisation de l'entrée sont donc connues. Sur les films des caméras de surveillance, la police découvre que la jeune femme, sans méfiance quelques heures avant sa mort, était accompagnée d'un homme, qui se révèlera être un collègue de travail... Mais avant de le rejoindre, elle avait noté son numéro de téléphone sur une note à l'intention de son fils, ce qui permettra à la police de retrouver Pitchouchkine …

### Arrestation, jugement et vie en prison (depuis le 16 juin 2006)

#### Détention provisoire et procédure
Alexandre Pitchouchkine est arrêté au domicile de sa mère, le 16 juin 2006, puis placé en détention provisoire à la prison de Moscou.
Interrogé en prison, Pitchouchkine avoue avoir tué 61 personnes. Il avoue 14 années de meurtres et d'assassinats : « Pendant 14 ans, j'ai fait absolument tout ce que je voulais dans le parc de Bitsa ». Pitchouchkine déclare également : « J'étais comme... un Dieu ». Pitchouckine avoue avoir commis son premier meurtre, en 1992, en assassinant Mikhaïl Odïtchouk : « Le premier meurtre est comme un premier amour : il ne s'oublie jamais. Vous êtes extrêmement proche de la personne que vous tuez ». Selon ses déclarations : « Dans tous les cas, je tuais pour vivre, parce que lorsque l'on tue, cela signifie que l'on est en vie » et « pour moi, la vie sans tuer, c'est comme pour vous la vie sans nourriture. Je me sentais comme le père de tous ces gens, parce que c'est moi qui leur ouvrais la porte vers un autre monde ».
Incarcéré à la prison de Moscou, Pitchouchkine avoue, pendant plusieurs mois, tous les meurtres et assassinats qu'il s'attribue en ayant numéroté le nombre de toutes ses victimes sur les cases de son échiquier. Pitchouchkine gagne dès lors le surnom de « Tueur à l'Échiquier ».
Après quatre mois de prison préventive, le 24 octobre 2006, Pitchouchkine est finalement inculpé de 49 meurtres et de 3 tentatives d'assassinat.
En juin 2007, le résultat des expertises tombe, à la suite de quoi, les experts du centre psychiatrique Serbski de Moscou déclarent Pitchouchkine responsable de ses actes et non pas fou. Il est accusé le 13 août 2007 au tribunal municipal de Moscou. Pitchouchkine demande à la cour d'ajouter les onze autres crimes qu'il revendique, mais sa demande rejetée pour manque de preuves à son encontre.

#### Procès et condamnation
Le procès d'Alexandre Pitchouchkine s'ouvre le 13 septembre 2007, après quinze mois de procédure.
Pitchouchkine est interrogé dans une cage de verre pour le protéger. Pendant six semaines de procès, 98 témoins et 41 personnes en lien avec une des victimes sont entendues par le tribunal. Pitchouchkine est reconnu coupable de 48 meurtres et de 3 tentatives d'assassinats — il est acquitté du quarante-neuvième meurtre dont il était jugé.
Au terme des six semaines de procès, le 29 octobre 2007, le juge Vladimir Oussov met une heure entière à lire le verdict, contenant tous les chefs d'accusation à l'égard de Pitchouchkine. Au terme des réquisitions, Pitchouchkine est reconnu coupable de 48 meurtres et de 3 tentatives d'assassinats. Il est condamné à la réclusion criminelle à perpétuité assortie d'une peine incompressible de 25 ans et dont les quinze prochaines années à effectuer à l'isolement.

#### Vie en prison
Au lendemain de sa condamnation, le 30 octobre 2007, Pitchouchkine déclare au tribunal qu'il ne regrette aucun de ses crimes : « j'ai fait ce que j'avais décidé de faire pendant ces années. Cela fait maintenant 500 jours que je suis arrêté et, pendant ce temps-là, tous décident de mon destin : policiers, juges, procureurs ; mais, moi, j'ai décidé du destin de 60 personnes. Il n'y avait que moi seul pour être juge, procureur et bourreau, j'ai rempli seul toutes vos fonctions ».
En 2009, Pitchouchkine reçoit plusieurs lettres d'une jeune femme sibérienne de 22 ans, nommée Natalya, qui travaille dans une boutique pour enfants et qui écrit régulièrement des lettres à divers criminels emprisonnés. Pitchouchkine donne réponse aux lettres de Natalya et tous deux entament une correspondance à distance.
En 2011, au bout de deux ans de correspondance, Pitchouchkine et Natalya tombent amoureux l'un de l'autre. Pitchouchkine étant à l'isolement carcéral, Natalya et lui ne se sont jamais rencontré en personne. Lorsqu'ils communiquent, par correspondance uniquement, tous deux s'envoient plusieurs dizaines de lettres avec des projets de mariage.
En 2014, les gardiens de la prison de Moscou, où est incarcéré Pitchouchkine décident de bloquer les échanges entre Pitchouchkine et Natalya, en interdisant toute possibilité de correspondance entre les deux amoureux. Pitchouchkine et Natalya ont dès lors interdiction d'échanger des lettres. Cette interdiction de correspondre fait naître à tort une rumeur en Russie, qui affirme que le couple aurait rompu toute relation.
En juin 2016, Pitchouchkine est en prison depuis dix ans lorsque Natalya est interviewée au sujet des fausses rumeurs sur leur relation. Interviewée par le journal Moskovski Komsomolets, Natalya dément avec colère les informations selon lesquelles elle aurait abandonné Pitchouchkine et se plaint à l'inverse sur le fait que leurs lettres sont bloquées par les autorités russes depuis deux ans.
Elle parle correctement de Pitchouchkine et explique pour la première fois son obsession pour le tueur en série, même s'ils ont toujours communiqué par lettres sans ne s'être jamais rencontrés. Natalya déclare que : « Quoi qu'on en dise, je l'aime plus que la vie elle-même. Il ne m'est jamais venu à l'esprit de me séparer de lui. Je n'ai pas reçu les lettres de Sasha (surnom affectif d'Alexandre) ces dernières années. Mais nous savons tous les deux que cela ne dépend pas de nous. Les employés de l'établissement où il purge sa peine ne veulent pas que nous communiquions ».
Natalya se plaint également, en déclarant : « Je ne sais pas ce que j'ai fait, ni pourquoi ils me font ça. Il est tout pour moi. Je n'ai rien au monde sans lui. Je suis morte sans lui. Quand ils ont coupé notre correspondance, je lui ai envoyé des dizaines de lettres. Elles sont toutes restées sans réponse. Je vis juste dans l'espoir que nous serons autorisés à communiquer ».
Pitchouchkine et Natalya ont toujours l'idée de se marier, bien qu'ils n'aient plus le droit de communiquer depuis 2014. Pitchouchkine est toujours placé à l'isolement à cette date, mais les 15 années de placement suivant sa condamnation s'achèveront à compter d'octobre 2022.
Détenu depuis 2006, Alexandre Pitchouchkine ne pourra être libéré de prison avant 2031.

## Documentaires télévisés
- « Le tueur à l'échiquier » dans Ces crimes qui ont choqué le monde sur Numéro 23, RMC Découverte et Investigation.
- Alexandre Pitchouchkine : le tueur à l'échiquier dans Hondelatte raconte sur Europe 1

## Source
- (ru) Cet article est partiellement ou en totalité issu de l’article de Wikipédia en russe intitulé « Пичушкин, Александр Юрьевич » (voir la liste des auteurs).